# Гаммерштедт, Юрий Александрович
Юрий Александрович Гаммерштедт  (14 июня 1919 — 11 января 2015) — советский велосипедист, участник Великой Отечественной войны, Мастер спорта СССР (1950), заслуженный тренер УССР (1964), заслуженный работник физической культуры. Награждён орденами Великой Отечественной войны I и II степеней и орденом Красной Звезды.

## Биография
Проживал с родителями на Крещатике. Увлекался лёгкой атлетикой и плаванием, в 1934 году окончил спортшколу по конькобежному спорту. Однако самым большим увлечением стал велосипед.
В 1938 году выиграл на треке чемпионат Украины. После этого поступил в школу тренеров Государственного института физической культуры в Харькове — окончил в 1940 году. В том же году стал абсолютным чемпионом УССР в спринтерской гонке на треке, до начала Великой Отечественной войны шесть раз завоёвывал этот титул.
Осенью 1940-го призван на срочную службу, проходил её в учебном пехотном полку в Харькове, кроме занятий в полевых условиях, спортсмены трижды в неделю в окружном спортклубе тренировались.
В мае 1941 года армейская велокоманда победила на городских соревнованиях и получила право принять участие в чемпионате Вооружённых Сил СССР.
Великую Отечественную войну встретил в военном лагере под Киевом, 25 июня 1941 года их взвод отправили в Харьков для учёбы в военном училище. С пехотинца переквалифицировался в механика-водителя танка. Воевал за рулём КВ, ИС и Т-34. За время войны пришлось сменить шесть боевых машин; воевал в составе 46-й танковой бригады (затем переименована в 7-ю гвардейскую), прошёл дороги войны от Ленинграда и Заполярья до Берлина, участвовал в его штурме.
В 1946 году демобилизовался, вернулся в Киев. Почти сразу выиграл открытие сезона.
В 1947 году становится тренером киевского клуба «Динамо» по вело- и конькобежному спорту. На первом послевоенном чемпионате СССР в 1948 году с шоссейных гонок завоевал «золото» на дистанции 200 километров.
В 1948 году на Всесоюзной спартакиаде общества «Динамо» становится призёром на 100-километровке.
После этого постоянно находился в штате сборных Украины и СССР.
Среди его наград  — золотая медаль чемпионатов СССР и ещё три других сортов, три медали высшей пробы динамовских спартакиад.
19-кратный чемпион УССР: 12 на треке и 7 на шоссе.
В 1954 году закончил спортивную карьеру, почти сразу стал тренером сборной УССР по велошоссе.
В 1964 году работал в составе группы специалистов по подготовке к Олимпийским играм.
Был тренером студенческой сборной СССР в 1974 году, сборная на чемпионате Европы выиграла золотые медали в групповой и командной гонках.
Как тренер подготовил трёх мастеров международного класса, 31 мастер спорта, до трёх десятков чемпионов и призёров СССР и Украины.
Среди его учеников — чемпионы Союза и Спартакиад народов СССР Борис Букреев, Александр Захаров, Константин Коцинский, Александр Николенко, Леонид Колумбет, Николай Колумбет, Анатолий Старков, Владимир Фёдоров. Его воспитанниками являются и Александр Артемьев — директор департамента физического воспитания и неолимпийских видов спорта Украины, Василий Похиль — бывший начальник отдела, Анатолий Усенко — председатель Центрального совета ФСО «Колос», Виталий Подейко — бывший заведующий кафедрой велоспорта столичного института физкультуры.
Работал преподавателем, старшим преподавателем, доцентом кафедры велоспорта Национального университета физического воспитания и спорта, является автором более 300 научных трудов.
С 1948 года шёл по жизни с женой, Ольгой Яковлевной. Она была известной баскетболисткой киевского «Динамо», впоследствии основателем и руководителем Музея спортивной славы.
Гаммерштедт до последних лет жизни продолжал принимать активное участие в физкультурно-спортивной жизни Украины.